# Ildefonso de Toledo
Ildefonso de Toledo (em latim: Hildefonsus Toletanus) foi arcebispo de Toledo, entre 657 e 667. É considerado santo pela Igreja Católica e pela Igreja Ortodoxa. Julga-se que descendesse da família real visigótica. Fez uso dos seus bens para edificar um mosteiro feminino, e mais tarde fez-se, ele mesmo, monge, antes de se tornar arcebispo de Toledo, posição que serviu durante dez anos, sob o reinado de Recesvinto. O seu nome deriva do gótico Hildefuns, donde derivou mais tarde também o nome Afonso.
Ildefonso nasceu no dia 08 de dezembro de 607, em Toledo, na Espanha. Segundo os escritos foi por intercessão de Nossa Senhora, que Ildefonso nasceu. Assim, o culto mariano tomou grande parte de sua vida religiosa, ponteada por aparições e outras experiências de religiosidade. Seria membro da família real, que resistiu aos romanos, mas, que se renderam politicamente aos visigodos. Estudou com Santo Isidoro em Sevilha. Depois de fugir para o mosteiro de São Damião nos arredores de Toledo, Ildefonso conseguiu dos pais aprovação para se tornar monge, o que aconteceu no mosteiro próximo de sua cidade natal.
Pouco depois de tornar-se diácono, herdou enorme fortuna devido à morte dos pais. Utilizou a sua fortuna a favor dos pobres e fundou um mosteiro para religiosas. O seu trabalho era tão reconhecido que após a morte do abade de seu mosteiro, foi eleito por unanimidade para sucedê-lo. 
Em 636 dirigiu o IV Sínodo de Toledo, sendo o responsável pela unificação da liturgia espanhola.
Mais tarde, quando da morte de seu tio e bispo de Toledo, Eugênio II, contra sua vontade foi eleito para o cargo. Chegou a fugir para não ter que aceitar o cargo de Bispo, sendo convencido pelo rei dos visigodos que o procurou pessoalmente. Depois disso, Ildefonso de Toledo desempenhou a função com reconhecida e admirada disciplina nos preceitos do cristianismo, a mesma que exigia e obtinha de seus comandados.
Nessa época Ildefonso de Toledo escreveu uma obra famosa contra os hereges que negavam a virgindade de Maria Santíssima, sustentando que a Mãe de Deus foi Virgem antes, durante e depois do Parto. Exerceu uma enorme influência na Alta Idade Média com seus livros exegéticos, dogmáticos, monásticos e litúrgicos.
Entre suas experiências de religiosidade constam várias aparições. Além de ter visto Nossa Senhora rodeada de virgens, entoando hinos religiosos, recebeu também a “visita” de Santa Leocádia, no dia de sua festa, 09 de dezembro. Ildefonso de Toledo tentava localizar as relíquias da Santa e esta terá indicado o local exato onde seu corpo fora sepultado.
Ildefonso de Toledo morreu em 23 de janeiro de 667, sendo enterrado na igreja de Santa Leocádia. Os seus restos mortais foram transferidos para Zamora.
Santo Ildefonso é tido pela Igreja como o último Padre do Ocidente. Dessa maneira são chamados os grandes homens da Igreja que entre os séculos dois e sete eram considerados como “Pais” tanto no Oriente como no Ocidente, porque foram eles que firmaram os conceitos da nossa fé, enfrentando as heresias com o seu saber, carisma e iluminação. São aos responsáveis pela fixação das Tradições e Ritos da Igreja.
Hoje o túmulo de Santo Ildefonso encontra-se na Igreja de São Pedro e São Ildefonso, em Zamora, na Espanha.
A sua festa litúrgica celebra-se a 23 de janeiro.
Na cidade do Porto, Portugal, é-lhe dedicada a Igreja de Santo Ildefonso.
São famosas as "Fiestas de San Ildefonso y la Virgen de la Paz" em Almagro - Ciudad Real - Espanha.
Em Zamora existe a Real, Muy Antigua e Ilustre Cofradía de Caballeros Cubicularios de San Ildefonso y San Atilano.
Na pequena aldeia de Chamadouro - Santa Comba Dão existe uma Capela cujo orágo é Santo Ildefonso.
Também na freguesia de Esmolfe, concelho de Penalva do Castelo, existe um santuário dedicado a Santo Ildefonso, anterior ao século XVII, cuja festa religiosa e feira se realizam a 23 de janeiro, quando o dia coincide com o sábado ou o domingo; no sábado imediato ao dia 23 nas restantes situações. 